# Ровный (Курский район)
Ро́вный — посёлок в Курском районе (муниципальном округе) Ставропольского края России.

## География
Расстояние до краевого центра: 231 км.
Расстояние до районного центра: 9 км.

## История
В соответствии с Указом Президиума Верховного Совета РСФСР от 21 сентября 1964 года посёлок Второе отделение совхоза «Балтрабочий» переименован в посёлок Ровный.
До 16 марта 2020 года Ровный входил в состав сельского поселения Курский сельсовет.

## Население
| 1989 | 2002 | 2010 | 2021 |
| ---- | ---- | ---- | ---- |
| 302  | ↗320 | ↗330 | ↗334 |

По данным переписи 2002 года в национальной структуре населения преобладают русские (82 %).

## Инфраструктура
Медицинскую помощь оказывает фельдшерский пункт.